# 平南郡
平南郡，中国南北朝时设置的郡。
南朝齐永明八年（490年）设立平南郡，治所在今四川省南江县北巴山南麓。属梁州，荒或无民户。南朝梁沿置，大同年间属东巴州。治所在今四川省南江县、通江县境，米仓山南。承圣三年（554年），西魏占领平南郡，属集州，北周沿置。隋文帝开皇三年（583年）废平南郡，地入集州。